# Мизийские говоры

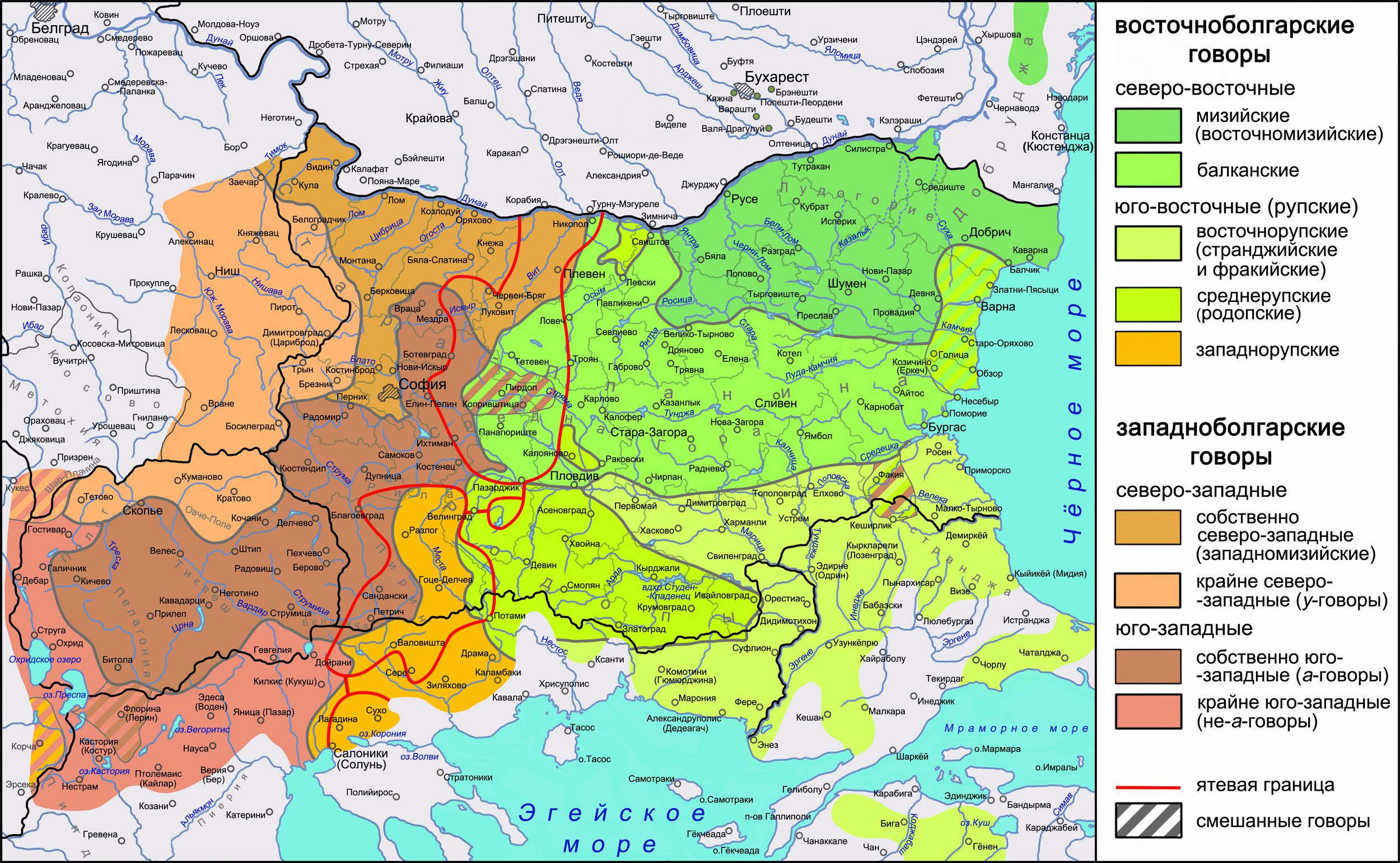
Область распространения мизийских говоров на карте болгарских диалектов, опубликованной Институтом болгарского языка в 2014 году

Мизи́йские го́воры (также восточномизийские говоры, мизийские диалекты, о-диалект; болг. мизийски говори, източномизийски говори, мизийски диалекти, о-диалект) — подгруппа говоров восточноболгарской диалектной группы, область распространения которой занимает северо-восточную часть болгарского диалектного ареала (на востоке исторической области Мёзия, включая регионы Южная Добруджа и Лудогорие: в окрестностях городов Русе, Разград, Кубрат, Исперих, Силистра, Шумен, Преслав, Нови-Пазар, Провадия, Добрич и других). От соседнего ареала балканской диалектной подгруппы мизийский отделяет нечёткая размытая граница с переходными и смешанными говорами, причём в самом мизийском ареале отмечаются как переселенческие балканские и рупские говоры, так и большое число смешанных мизийско-балканских говоров. За пределами исконного ареала мизийские говоры или их диалектные элементы встречаются в рупском ареале (в районе Бургаса) и в болгарском диалектном ареале на территории Молдавии, России и Украины.
Согласно классификации, опубликованной в издании «Болгарская диалектология» (под редакцией С. Стойкова, 1962), мизийские говоры образуют одну из трёх подгрупп восточноболгарской группы наряду с балканской и рупской. Согласно диалектологической карте болгарского языка, опубликованной отделением диалектологии и лингвистической географии Института болгарского языка (2014), мизийские говоры вместе с балканскими образуют в составе восточноболгарской диалектной группы северо-восточную подгруппу, противопоставленную юго-восточной. Внутри мизийского диалектного ареала выделяются шуменские, гребенские и другие говоры.
Мизийские говоры характеризуются исследователями болгарских диалектов как архаичные. Одним из наиболее заметных признаков, по которым эти говоры отличаются от прочих, называют распространение определённого постпозитивного артикля единственного числа мужского рода -o (под ударением) и -у (в безударной позиции): врат-о̀ — литер. врат-ът «шея», л’а̀б-у — литер. хляб-ът «хлеб». Также к одной из наиболее характерных черт мизийских говоров относят широкое произношение гласной e (ê) на месте исторической *ě (ѣ) под ударением перед мягкими согласными: бềли — литер. бели «белые».
Носители мизийских говоров представляют особые этнографические и субэтнические группы исконного болгарского населения Северо-Восточной Болгарии — полянцев (хырцоев), гребенцов, капанцев и других.

## Классификация

### Внешняя

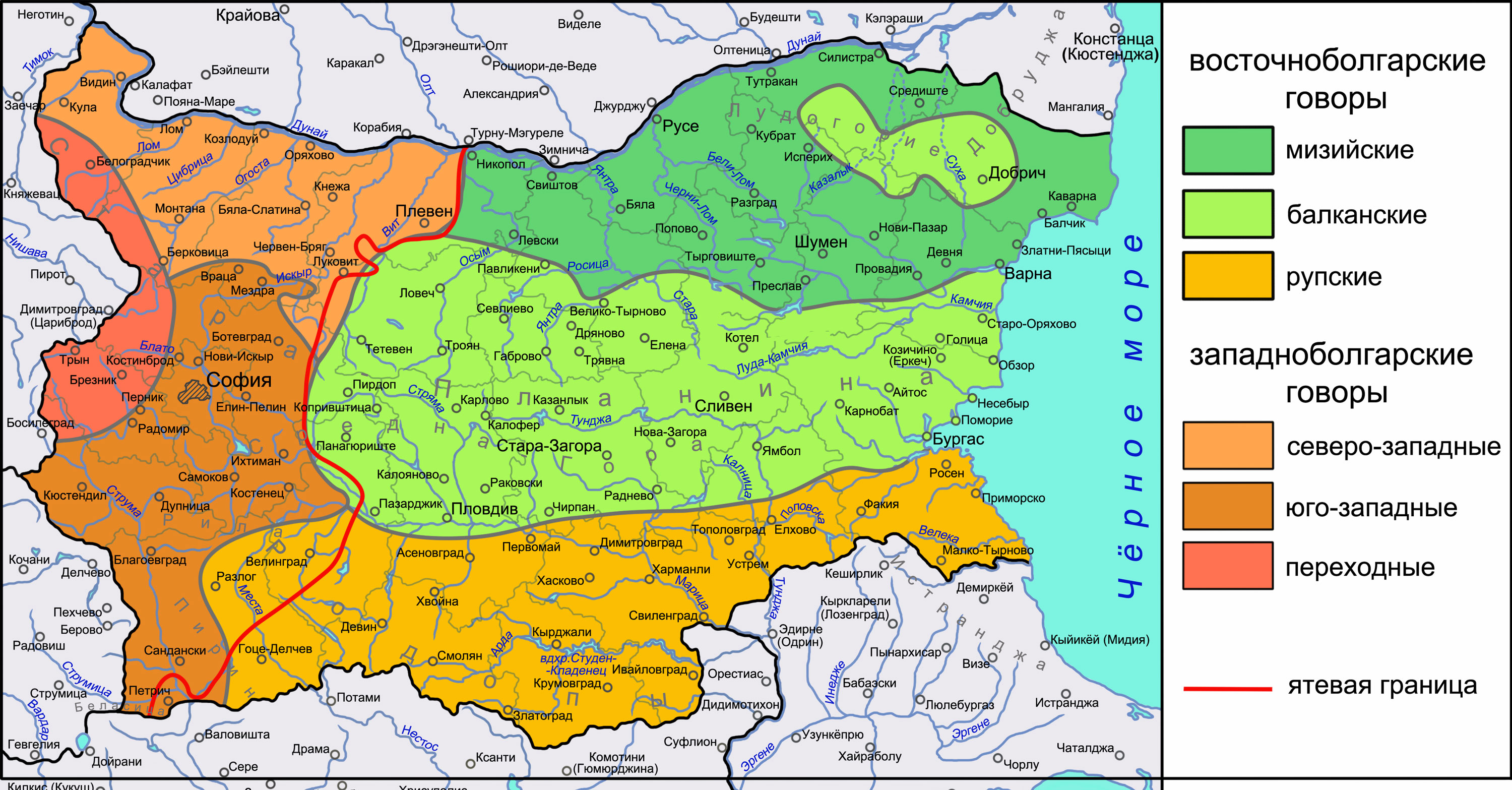
Область распространения мизийских говоров на карте диалектов болгарского языка на территории Болгарии (согласно исследованиям С. Стойкова)

Согласно классификации, опубликованной в издании «Болгарская диалектология» (под редакцией С. Стойкова, 1962), мизийские говоры образуют одну из трёх подгрупп восточноболгарской группы наряду с балканской и рупской. Основным их отличием принято считать разное произношение рфлекса древней гласной *ě (ѣ) в зависимости от типа последующего согласного и от ударения: мизийскому чередованию ’а > ê (б’ал — литер. бял «белый» — бềли — литер. бели «белые») противопоставлено балканское чередование ’а > е (б’ал — бѐли) и отсутствие чередования в рупском ареале (б’а̀л — б’а̀ли или бềл — бềли) наряду со сходным с мизийским чередованием б’ал — бềли в ряде говоров.
Согласно диалектологической карте болгарского языка, опубликованной отделением диалектологии и лингвистической географии Института болгарского языка (2014), мизийские говоры вместе с балканскими образуют в составе восточноболгарской диалектной группы северо-восточную подгруппу, противопоставленную юго-восточной с восточнорупскими, среднерупскими (родопскими) и западнорупскими говорами. По наличию определённого постпозитивного артикля -о (в безударном положении — -у) мизийские говоры нередко называют «о-диалектом», в отличие, например, от балканских говоров, называемых «ът-диалектом» (или «ъ-диалектом»).

### Внутренняя

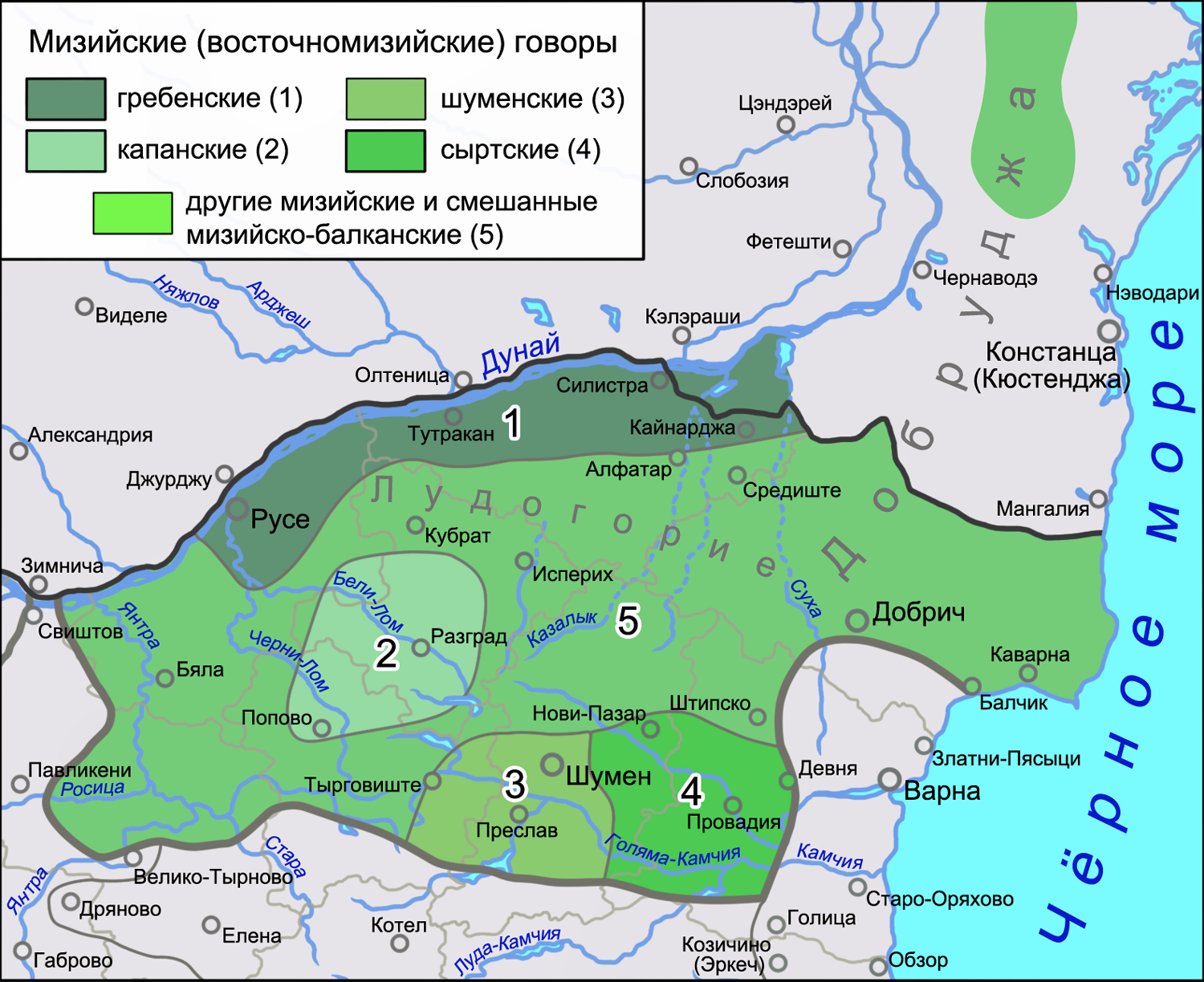
Область распространения мизийских говоров и их диалектное членение (согласно диалектологической карте болгарского языка 2014 года)

В мизийском диалектном ареале выделяют четыре объединения говоров, наиболее полно сохранивших исконные диалектные черты:
- гребенские говоры (в районах Тутракана, Силистры и Русе);
- капанские говоры (в районе Разграда);
- шуменские (шуменско-преславские, плиско-преславские) говоры (в районах Шумена и Преслава);
- сыртские говоры (в районе Провадии).

Все остальные говоры мизийского ареала можно рассматривать как смешанные мизийско-балканские. Как правило, носители говоров того или иного диалектного объединения мизийской подгруппы представляют особую этнолокальную группу: гребенцов — в ареале гребенских говоров, капанцев — в ареале капанских говоров, сыртовцев — в ареале сыртских говоров. Наиболее типичными мизийскими говорами считаются шуменские.
В отличие от горных районов болгарского диалектного ареала в равнинных районах Восточной Мизии отмечается существенно меньшее число диалектных различий и меньшая диалектная дробность — ареалы мизийских говоров занимают сравнительно большие территории и различия между этими ареалами в диалектном плане в основном незначительны.

## Ареал
В прошлом ареал мизийских говоров занимал сравнительно обширную территорию на Дунайской равнине от реки Искыр до берега Чёрного моря. Современный ареал занимает меньшую область, охватывая регионы от черноморского побережья (с городом Варна на юге и болгарско-румынской границей на севере) до реки Янтры (недалеко от города Севлиево на юге и вблизи города Свиштов на севере). Северной границей мизийского ареала является река Дунай, южной — северные склоны Стара-Планины. Но и на оставшейся территории мизийский ареал не является целостным и сплошным. В результате экспансии носителей балканских говоров с гор на равнины (с юга на север) в XIX—XX веках в мизийском ареале появились области распространения балканских говоров. Автохтонное население Северо-Восточной Болгарии (полянцы или хырцои) сильно сократилось в результате войн и частых миграций и частично смешалось с переселенцами (балканджиями или балканцами) так, что в настоящее время сложно определить происхождение жителей того или иного мизийского села. Большинство мизийских говоров утратило свои наиболее характерные диалектные черты, в результате чего сформировалась обширная территория смешанных мизийско-балканских (смешанных северо-восточных) говоров. Относительно недавно, не более двух веков назад мизийские говоры были распространены западнее от своего современного ареала, включая город Свиштов и его окрестности, на что указывают памятники письменности, в частности, «Свищовския дамаскин». В настоящее время район Свиштова входит в балканскую диалектную область. Процесс распространения балканских черт в мизийском регионе продолжается и в наше время. Если в конце XIX века Л. Милетич описывал компактные области мизийского населения, в речи которого использовался определённый артикль мужского рода -o, то к середине XX века эта форма артикля встречалась уже сравнительно редко, поскольку наряду с ней и, возможно, чаще использовались формы -ъ (-а).
Мизийские говоры помимо исконной области распространения болгарского языка встречаются также в ряде новых поселений вблизи Дуная и по его берегам — в Добриче, Силистре и Тутракане, а ранее, до болгаро-румынского обмена населением — и в северной части Добруджи, которая входит в состав территории современной Румынии. В основном носители говоров указанных регионов были потомками переселенцев из районов Шумена, Провадии, Разграда и других районов, которые уходили на север вслед за российскими войсками в начале XIX века (в основном к 1828 году). Дальнейшие переселения болгар из Восточной Мёзии в более северные регионы привели к появлению мизийских говоров на территории Российской империи (в современных Молдавии, Украине и России). Современные говоры с северо-восточными (мизийскими) особенностями включают три группы: мизийские говоры чушмелийского и чийшийского типов (в Бессарабии — в южных районах Молдавии и юго-западных районах Одесской области Украины), а также ольшанские говоры (в северных районах Одесской области).
Жители Восточной Мёзии переселялись не только на север, но и на юг через горные перевалы на Балканах у селений Аспарухово (Ченге) и Риш (Челекавак). Переселение шло из районов Шумена и Провадии непрерывно и постепенно в течение длительного времени. Потомки переселенцев, носителей мизийских говоров, поселившиеся во Фракии в районах города Бургаса и Странджа на востоке и в районе города Эдирне (Одрина) на юге, известны как особая субэтническая группа загорцев. Представители этой группы встречаются также в районах, расположенных по пути переселения, в частности, в районах Карнобата и Айтоса. В равнинных частях Фракии между Родопами и Странджей загорцы смешались с местным населением, носителями восточнорупских говоров. В этом регионе говоры не образуют целостного однородного диалектного ареала. На диалектологической карте болгарского языка 2014 года границы размещения загорского ареала не отмечены.
Относительно регулярно мизийские диалектные черты ко второй половине XX века использовались в речи жителей районов Шумена, Преслава, Нови-Пазара и Провадии. Также они сохраняются в речи носителей говоров в районах Попова, Разграда, Бялы, Русе, Тутракана, Силистры и отчасти в районе Тырнова, но уже без такой характерной особенности в области фонетики, как широкое произношение гласной e (ê) на месте исторической *ě (ѣ). В разной степени утратили характерные черты и мизийские говоры во Фракии.

## Особенности говоров
Языковой комплекс мизийских говоров состоит из общеболгарских языковых явлений, диалектных черт, характерных для всего восточноболгарского диалектного ареала, и местных собственно мизийских диалектных признаков.

### Восточноболгарские черты
Мизийские говоры разделяют с остальными восточноболгарскими говорами такие фонетические черты, как чередование рефлексов *ě (ѣ) в ударной и безударной позициях; редукция безударных гласных (бạшта̀ — литер. баща «отец», зẹлѐнọ — литер. зелено «зелёное» или бъшта̀, зилѐну); наличие (с небольшими исключениями) гласной ъ (в МФА — ɤ) на месте древней редуцированной ъ (дъш — литер. дъжд «дождь», сън — литер. сън «сон», бъ̀чва — литер. бъчва «бочка»); развитие на месте древних носовых одной общей гласной ъ (жъ̀тва — литер. жътва «жатва», шъ̀па — литер. шепа «горсть, пригоршня», мъ, тъ — литер. ме «мне», те «тебе» энклитические формы местоимений аз «я» и ти «ты» в винительном падеже, съ — литер. се энклитическая форма от полной формы возвратного местоимения себе си «себе» в винительном падеже); переход е > ъ в позиции перед или после сонорных л, р, м, н (гла̀д’ън — литер. гладен «голодный», пѐп’ъл — литер. пепел «пепел, зола»); наличие гласной е на месте ’а перед мягкими согласными и ш, ж, ч, џ (пол’а̀на — пọл’ѐни — литер. поляна «поляна» — поляни «поляны», жа̀ба — жѐби — литер. жаба «лягушка, жаба» — жаби «лягушки, жабы», ча̀ша — чѐши — литер. чаша «стакан, бокал, чаша» — чаши «стаканы, бокалы, чаши»); сравнительно широкое распространение палатализованных согласных (път’ — литер. път «дорога, путь», кон’ — литер. кон «конь», сол’ — литер. сол «соль», кръф’ — литер. кръв «кровь», търп’ъ̀ — литер. търпя «терпел» (форма 3-го лица единственного числа аориста), грѐб’ън — литер. гребен «гребень»), распространение сочетаний шт — жд на месте праславянских сочетаний *tj, *kt перед гласными переднего ряда и *dj (срѐшта — литер. среща «встреча», межда̀ — литер. межда «межа»).
С остальным восточноболгарским ареалом мизийский разделяет ряд общих морфологических черт. В их числе сохранение у личных имён существительных (имён собственных и терминов родства) форм общекосвенного падежа (возникшего на основе форм родительного и винительного падежей) в единственном числе мужского рода (Пѐтка, Пѐнча, Анг’ела, Го̀ча, д’а̀да «деда», бра̀та «брата», сина̀ «сына» — от форм именительного падежа имён собственных Петко, Пенчо, Ангел, Гочо и терминов родства дядо «дед», брат «брат», син «сын»); распространение окончаний -ъ, -’ъ у глаголов 1-го лица единственного числа настоящего времени I и II спряжения (чẹтъ̀ — литер. чета «читаю», върв’ъ̀ — литер. вървя «хожу»); наличие двух типов причастия прошедшего времени — причастия имперфекта (чел — от глагола чета «читаю», хо̀дил — от глагола ходя «хожу») и причастия аориста (чẹт’а̀л, хо̀дẹл)
К общим лексическим восточноболгарским особенностям, часто совпадающим с литературными формами, относят распространение таких слов, как ас — литер. аз «я» (за исключением рупского ареала), той — литер. той «он», т’а — литер. тя «она», то — литер. то «оно», т’а́м — литер. тям «им», т’ах — литер. тях «их», ко̀тка — литер. котка «кошка», рѝза — литер. риза «рубашка», крак — литер. крак «нога», ѝскам — литер. искам «хочу, желаю» и других.

### Местные черты
К локальным мизийским диалектным чертам в области фонетики относятся:
- широкое произношение гласной e (ê) на месте исторической *ě (ѣ) под ударением перед мягкими согласными: бềли — литер. бели «белые», врềме — литер. време «время», голềми — литер. големи «большие», цвềте — литер. цвете «цветок», мрềжа — литер. мрежа «сеть»; перед твёрдыми согласными произносится гласная ’а: б’ал — литер. бял «белый», р’ака — литер. река «река», с’а̀нка — литер. сянка «тень»[11]; в настоящее время широкая ê в большинстве мизийских говоров сменилась на более узкую гласную е, но всё ещё встречается в районах Преслава, Нови-Пазара и Провадии;
- произношение ударной гласной ъ (в МФА — ɤ) со сдвигом в задний ряд: бъ̀чва — литер. бъчва «бочка», зъ̀би — литер. зъби «зубы», водъ̀ — литер. вода «вода», гуръ̀ — литер. гора «лес»;
- отсутствие в фонологической системе согласных х и ф:
  - в начале слова и в некоторых случаях в середине слова между гласными согласная х отсутствует полностью (а̀пи — литер. хапе «кусает», о̀ди — литер. ходи «ходит», л’а̀п — литер. хляб «хлеб», ранъ̀ — литер. храна «пища, еда», смеовѐ — литер. смехове — форма множественного числа от смях «смех», снаа̀ — литер. снаха «сноха»);
  - в большинстве случаев в середине слова х изменилась в согласные й, ў или в (пъ̀йне — литер. пъхне «впихивает», ма̀йни — литер. махне «машет», б’а̀ўме — литер. бяхме «(мы) были» — форма 1-го лица множественного числа прошедшего времени, тỳўли — литер. тухли «кирпичи», страўлѝва — литер. страхлива «пугливая», тѐвен — литер. техен «их» — притяжательное местоимение 3-го лица мужского рода единственного числа, лежа̀ва — литер. лежаха «лежали» (форма 3-го лица множественного числа аориста и имперфекта), плѐтава — литер. плетяха «плели» (форма 3-го лица множественного числа имперфекта), стуйа̀ва — литер. стояха «стояли» (форма 3-го лица множественного числа аориста и имперфекта);
  - в конце слова на месте х выступает гласная ў (б’аў — литер. бях «(я) был» — форма 1-го лица единственного числа прошедшего времени, страў — литер. страх «страх», пред’а̀ў — литер. предях «(я) прял» — форма 1-го лица единственного числа имперфекта, плет’а̀ў — литер. плетях «(я) плёл» — форма 1-го лица единственного числа имперфекта, вѝдеў — литер. видях «(я) увидел» — форма 1-го лица единственного числа аориста);
  - согласная ф изменилась в в или ў (вес — литер. фес «фес, феска», венѐр — литер. фенер «фонарь», чѝўта — литер. чифта — счётная форма от чифт «пара», съўсѐм — литер. съвсем «совсем», какъ̀ў — литер. какъв «какой, каков», такъ̀ў — литер. такъв «такой», жѝў — литер. жив «живой», кръ̀ў — литер. кръв «кровь»);
- ассимиляция согласных по назальности в сочетании дн (дн > нн): бѐнна — литер. бедна «бедная», гла̀нна — литер. гладна «голодная», пла̀нн’ạ — литер. пладне «полдень».

К диалектным чертам мизийских говоров в области морфологии относят:
- наличие определённого постпозитивного артикля единственного числа мужского рода под ударением -о, и в безударной позиции — -у, одна из наиболее ярких мизийских диалектных черт мизийских говоров[5][~ 2]: гърб-о̀ — литер. гърб-ът «спина», нус-о̀ — литер. нос-ът «нос», крък-о̀ — литер. крак-ът «нога»; дво̀р-у — литер. двор-ът «двор», сто̀л-у — литер. стол-ът «стул»[10][31][32];
- распространение окончания -е у многосложных имён существительных мужского рода: бъ̀лгаре — литер. българи «болгары», друга̀ре — литер. другари «товарищи», буста̀не — литер. бостани «бахчи, огороды», гъ̀лъбе — литер. гълъби «голуби», ръка̀ве — литер. ръкави «рукава», чура̀пе — литер. чорапи «чулки»;
- наличие суффикса имён существительных -ọк, возникшего в результате перегласовки -ък > -ọк (аналогичной перегласовке в артикле -ът > -о, -у): добѝтọк — литер. добитък «скот», пѐтọк — литер. петък «пятница»[31];
- образование форм причастий прошедшего времени действительного залога множественного числа на -л при помощи окончания -е (в случае, если окончание находится под ударением): билѐ — литер. били — от глагола бъда «быть», душлѐ — литер. дошли — от глагола дойда «прийти, приехать, наступить, дойти», мужлѐ — литер. можели — от глагола мога «мочь»;
- употребление предлога у на месте в: у арма̀н-у — литер. в харман-а «на (этом) току, в (этом) гумне» (определённая форма[англ.]), у вир-о̀ — литер. в вир-а «в (этом) омуте» (определённая форма), у село̀-ту — литер. в село-то «в (это) село» (определённая форма), у Рỳсе — литер. в Русе «в Русе» (название города), у ма̀рта — литер. в марта «в марте», у недềл’а — литер. в неделя «в воскресенье».